# Kim Friele
Karen-Christine «Kim» Friele (Fana, Bergen; 27 de mayo de 1935-22 de noviembre de 2021) fue una activista noruega por los derechos LGBT y humanos, famosa por ser la primera noruega en reconocer públicamente y defender su orientación sexual. Fue líder de la organización —inicialmente secreta— Forbundet av 1948 entre 1966 y 1971, y más tarde secretaria general hasta 1989.

## Biografía
El nombre de nacimiento de Friele era Karen-Christine Wilhelmsen, nacida en Fana (Noruega). Estudió en la Universidad de Cambridge y trabajó de 1958 a 1971 en la oficina de información de un seguro. Estuvo casada brevemente con un amigo de la infancia, Ole Friele, de 1959 a 1961.
En Noruega, se cree que Friele tuvo una gran influencia en la abolición de la criminalización de la homosexualidad en 1972 y en la desclasificación de la homosexualidad como una enfermedad psiquiátrica en 1978. Friele y Wenche Lowzow, una conocida política del Partido Conservador, estuvieron entre las primeras en formalizar su relación cuando se permitieron las uniones de hecho entre personas del mismo sexo en 1993.
Escribió varios libros sobre los derechos humanos y LGBT, comenzando en 1972.
En 2000, Friele fue nombrada Caballero de Primer Orden de la Orden de San Olaf. Un busto suyo fue inaugurado delante del Ayuntamiento de Oslo en 2005 y en la actualidad está situado en la sede principal de la Biblioteca Pública de Oslo.
En 2005 fue nombrada la cuarta noruega más importante del siglo en una votación pública realizada por NRK.
El Gobierno noruego le entregó una beca —en noruego, statsstipendiat— y vivía en Haugastøl (Noruega) hasta su fallecimiento.